# Dălgidelska Ogosta
Dălgidelska Ogosta (bulgariska: Дългиделска Огоста) är ett vattendrag i Bulgarien.   Det ligger i regionen Montana, i den västra delen av landet, 80 km norr om huvudstaden Sofia.